# كاران واهي
كاران واهي هو ممثل،عارض ومقدم برامج هندي ولد في 9 يونيو 1986.

## روابط خارجية
- كاران واهي على موقع IMDb (الإنجليزية)
- كاران واهي على موقع قاعدة بيانات الفيلم (الإنجليزية)